# Hai bài thơ khắc trên vách núi của Lê Lợi
Lê Lợi (tức Lê Thái Tổ) đã cho khắc hai bài thơ lên vách đá, một ở núi Pú Huổi Chỏ (nay thuộc xã Lê Lợi, huyện Nậm Nhùn, tỉnh Lai Châu), một ở núi Hào Tráng (nay thuộc huyện Đà Bắc, tỉnh Hòa Bình), sau khi thân chinh đi đánh dẹp cuộc nổi dậy của Đèo Cát Hãn, một thổ quan ở châu Mường Lễ (còn được gọi là Mường Lệ hay Mường Lay, thuộc Đại Việt) vào năm 1431-1432.

## Xuất xứ
Thời Lý-Trần, vùng đất bao gồm hai tỉnh Điện Biên và Lai Châu ngày nay, trước có tên là châu Ninh Viễn, sau đổi là châu Mường Lễ. Theo sách Hưng Hóa phong thổ lục của Tiến sĩ Hoàng Trọng Chính, soạn năm 1778, thì họ Đèo ở châu Mường Lễ đời này qua đời khác luôn được nhà cầm quyền nước Việt cho cai quản miền đất biên cương này.
Năm 1407, quân Minh sang xâm lược Đại Việt, Đèo Cát Hãn khi ấy đang đứng đầu châu Mường Lễ, liền theo nhà Minh để được tiếp tục giữ ngôi vị.
Năm 1416, Lê Lợi (1385-1433) tổ chức hội thề ở Lũng Nhai, rồi phất cờ khởi nghĩa năm 1418, tự xưng là Bình Định vương.
Sau khi tiêu diệt viện binh chủ lực của quân Minh và bao vây thành Đông Quan (nay là Hà Nội) tháng 11 năm 1427, Lê Lợi đã phái Chủ thư thị sử là Trần Hổ đi châu Mường Lễ, chiêu dụ Đèo Cát Hãn. Viên thổ quan này đồng ý quy thuận, nên vẫn được tiếp tục cai quản vùng đất trên.
Sau mười năm chiến đấu gian khổ (1418 - 1428), Lê Lợi và nghĩa quân Lam Sơn đã giành được thắng lợi hoàn toàn. Năm 1428, Lê Lợi lên ngôi, lấy niên hiệu là Thuận Thiên, và tự xưng mình là Lam Sơn động chủ, Ngọc Hoa động chủ.
Lê Thái Tổ (tức Lê Lợi) ở ngôi được khoảng ba năm thì Đèo Cát Hãn ngầm liên kết với Kha Đốn (hay Kha Lại, là một viên quan đang khởi binh kình chống vua Ai Lao), đánh chiếm vùng đất Mường Muỗi (hay Mường Mỗi, nay là Thuận Châu thuộc Sơn La).
Hiểu được tầm quan trọng của miền Tây Bắc đối với lãnh thổ và sự an nguy của đất nước, theo Đại Việt thông sử của Lê Quý Đôn, thì: 
Tháng 12 năm Tân Hợi (1431),... vua bèn sai Tư đồ Lê Sát và Quốc vương Tư Tề dẫn quân [đi] đánh [Mường Lễ], rồi vua lại thân chinh.
Năm Nhâm Tý (1432), mùa xuân tháng Giêng, quan quân đánh được Mường Lễ, Kha Lại bị giết, Đèo Cát Hãn chạy trốn, quan quân bắt hết dư đảng, bèn đổi Mường Lễ làm Phục Lễ. Ngày 3 tháng 3, vua kéo quân trở về... Tháng 11, Cát Hãn và con là Mạnh Vượng xin hàng, được nhà vua tha tội. Khi Cát Hãn tới kinh tạ tội, được phong chức Tư mã...
Sau khi bình định xong, trên đường đại quân hồi kinh, Lê Lợi có làm hai bài thơ: một, cho khắc trên vách núi Pú Huổi Chỏ (bên tả ngạn sông Đà, thuộc Mường Lệ nay thuộc xã Lê Lợi, huyện Sìn Hồ, tỉnh Lai Châu); hai, cho khắc trên vách đá Hào Tráng (gần Chợ Bờ, huyện Đà Bắc, tỉnh Hòa Bình ngày nay).

## Bài thơ thứ nhất
Bài thơ thứ nhất được khắc trên vách đá Pú Huổi Chỏ, có tên là Thân chinh Phục Lễ châu Đèo Cát Hãn (Tự mình đi đánh Đèo Cát Hãn ở châu Phục Lễ), viết bằng chữ Hán theo thể ngũ ngôn bát cú.
Bài thơ được tạc trong khuôn khổ hình chữ nhật có kích thước 1,2m x 0,8m, viết theo chữ khải chân gồm 132 chữ; đã được Lê Quý Đôn chép vào sách Toàn Việt thi lục và cũng được chép trong Đại Nam nhất thống chí của triều Nguyễn.
Nguyên văn bài thơ (gồm cả phần phi lộ) như sau:
夷狄之為邊患自古有之漢之匈奴唐之突厥我西越之忙禮諸蠻是也頃由陳胡衰政藩臣跋扈吉罕狃於舊習負固弗悛予今率師往征水陸並進一舉就平因冩一律刻之于石以戒後世蠻酋之梗化者云
狂賊敢逋誅
邊氓久徯蘇
叛臣從古有
險地自今無
草木驚風鶴
山川入版圖
題詩刻巖石
鎮我越西隅
辛亥季冬吉日
玉華洞主題
Phiên âm chữ Hán:
Di địch chi vi biên hoạn, tự cổ hữu chi, Hán chi Hung Nô, Đường chi Đột Quyết, ngã Tây Việt chi Mang Lễ, chư man thị giả, khoảng do Trần Hồ suy chính, phiên thần quân thổ, Cát Hãn nữu ư cựu tập, phụ cố phất thoan, dư kim xuất sư vãng chinh thủy lục tịnh tiến, nhất cử tựu bình, nhân tả nhất luật, khắc chi vu thạch dĩ giới hậu thế man tù chi cánh hóa dã vân:
Cuồng tặc cảm bô tru
Biên dân cửu hệ tô
Bạn thần tòng cổ hữu
Hiểm địa tự kim vô
Thảo mộc kinh phong hạc
Sơn xuyên nhập bản đồ.
Đề thi khắc nham thạch
Trấn ngã Việt Tây ngung.
Tân Hợi quý đông cát nhật
Ngọc Hoa động chủ đề.
Dịch nghĩa: 
Di địch là nỗi lo nơi biên giới, từ xưa đã có chuyện này rồi. Đời nhà Hán thì bọn Hung Nô, đời nhà Đường thì rợ Đột Quyết, các rợ mán ở vùng Mường Lễ nước Việt ta cũng kiểu như vậy. Mới đây, vì chính sự nhà Trần, nhà Hồ suy yếu, các bè tôi nơi phên dậu trở nên ương ngạnh. Cát Hãn nhờn theo thói cũ cứ như thế không thôi. Nay ta đem quân đi chinh phạt, thủy bộ cùng tiến công, chỉ một trận đã dẹp yên được. Nhân đây làm một bài thơ khắc vào đá để răn các tù trưởng rợ đời sau ngang ngạnh với giáo hóa, thơ rằng:
Bọn quân điên cuồng sao dám tránh sự trừng phạt,
Dân biên thùy đã từ lâu đợi ta đến cứu sống.
Kẻ bầy tôi làm phản từ xưa vẫn có,
Đất đai hiểm trở từ nay không còn.
Tiếng gió thổi hạc kêu làm cho quân giặc run sợ,
Sông núi từ nay nhập vào bản đồ.
Đề thơ khắc vào núi đá
Trấn giữ phía Tây nước Việt ta.
Ngày lành tháng 12 năm Tân Hợi [1431]
Ngọc Hoa động chủ đề.

## Bài thơ thứ hai
Bài thơ thứ hai bằng chữ Hán theo thể thất ngôn bát cú, được khắc trên vách núi Hào Tráng (Hòa Bình), có tên là Chinh Đèo Cát Hãn, quá Long Thủy đê (Đi đánh Đèo Cát Hãn trở về, qua đường đê Long Thủy).
Bài thơ này đã được chép trong Hoàng Việt thi tuyển của Bùi Huy Bích và được nhắc tới trong sách Hưng Hóa ký lược của Phạm Thận Duật, dưới triều vua Tự Đức.
Phiên âm chữ Hán:
Kỳ khu hiểm lộ bất từ nan,
Lão ngã do tồn thiết thạch can.
Nghĩa khí tảo không thiên chướng vụ,
Tráng tâm di tận vạn trùng san.
Biên phòng vị hảo trù phương lược,
Xã tắc ưng tu kế cửu an.
Hư đạo nguy than tam bách khúc,
Như kim chỉ tác thuận lưu khan.
Dịch nghĩa:
Đường gồ ghề hiểm trở, chẳng ngại khó khăn,
Ta tuy già mà gan còn vững như sắt đá.
Nghĩa khí quét sạch nghìn lớp mây mù,
Tráng tâm dời hết vạn trùng núi non.
Lo việc biên phòng cần có phương lược sẵn sàng,
Giữ nền xã tắc nên tính kế dài lâu.
Lời truyền ba trăm ngọn thác tức quanh co, rất nguy hiểm đã thành lời hư không,
Ngày nay chỉ coi như nước thuận dòng chảy xuôi.
Bản dịch thơ của Nguyễn Văn Trình:
Hiểm nghèo bao quản đường non,
Già này sắt đá vẫn còn bền gan.
Khí ngay quét sạch mù ngàn,
Tấm lòng mạnh dạn trùng son thảy bừa.
Ngoài lo bờ cõi ngăn ngừa,
Trong lo xã tắc căn cơ lâu dài.
Ba trăm ghềnh thác chẳng nài,
Mừng nay gió thuận buồm xuôi giữa dòng.

## Giá trị
Bên cạnh giá trị về mặt lịch sử, địa lý và văn học, qua hai bài thơ trên còn cho thấy vua Lê Thái Tổ là một người văn võ toàn tài, có nhiều công lao trong công cuộc giải phóng và bảo vệ bờ cõi của đất nước Việt.
Ngoài ra, nơi vách đá có khắc bài thơ thứ nhất còn được coi là một tấm bia có niên đại lâu nhất ở Lai Châu, và có ý nghĩa khẳng định chủ quyền cương vực Việt Nam. Vì vậy, tấm bia đã được xếp hạng Di tích lịch sử quốc gia (theo quyết định số 10/QĐ-VHTT ngày 09 tháng 02 năm 1981 của Bộ trưởng Bộ Văn hóa - Thông tin); và tên gọi xã Lê Lợi (huyện Sìn Hồ, tỉnh Lai Châu) cũng xuất phát từ đấy.
Theo thông tin trên website báo Điện Biên Phủ, để tránh ngập khi Thủy điện Sơn La hoàn thành, năm 2006 Bộ Văn hóa - Thể thao & Du lịch đã ra văn bản chỉ đạo cơ quan chức năng của tỉnh Lai Châu thực hiện việc di dời "Bia Lê Lợi" (tức nơi vách đá có khắc bài thơ thứ nhất) đi nơi khác.